# Polituara
Polituara - opuszczona miejscowość w Hiszpanii, w Aragonii, w prowincji Huesca, w comarce Alto Gállego, w gminie Biescas.
Według danych INE z 1999 roku miejscowość nie była zamieszkiwana przez żadną osobę. Kod pocztowy do miejscowości to 22630.